# Länderpokal (DFB)
Länderpokal ist bzw. war der Name verschiedener Pokalwettbewerbe des DFB für Landesverbände. Der erste und einzige Wettbewerb um den Länderpokal, an dem Vertragsspieler teilnehmen durften, wurde 1949/50 mit Mannschaften aus Ost und West ausgetragen; Sieger wurde die Mannschaft Bayerns.
Der Wettbewerb um den Amateur-Länderpokal wurde 1950 eingeführt und mit Einstellung im Jahr 1996 durch den Länderpokal für U-19-Junioren abgelöst. In den folgenden Jahren wurden Länderpokale für weitere Junioren- und Juniorinnenklassen eingeführt. Diese werden heute als Sichtungsturniere an einem Wochenende in der Sportschule Duisburg-Wedau ausgetragen. 2014 wurde zudem ein Futsal-Länderpokal (offiziell Futsal-Landesauswahlturnier) eingeführt.

## Geschichte
Vorläufer des Länderpokals war der 1908 begründete Kronprinzenpokal mit regionalen Auswahlmannschaften. Dieser wurde nach Abschaffung der Monarchie in Deutschland 1919 in Bundespokal umbenannt. 1934 wurde dieser durch den Reichsbundpokal für die Mannschaften der Gaue bzw. Bereiche abgelöst. Als ein Vorläufer kann auch der Kampfspielpokal gelten, der von 1922 bis 1934 alle vier Jahre durchgeführt wurde.
In der Saison 1949/50 veranstaltete der DFB den Länderpokal, wobei in jener Saison das einzige Mal Vertragsspieler spielberechtigt waren und auch die ostdeutschen Ländervertretungen teilnahmen, nicht jedoch das Saarland.
Ab 1950/51 wurde der Wettbewerb als „Amateur-Länderpokal“ von den Landesverbänden des Deutschen Fußball-Bundes (DFB) zwischen den einzelnen Bundesländern ausgetragen. Durchgeführt wird er von 1950 bis 1964 in einfacher Runde und seit 1964/65 mit Hin- und Rückspiel; seit 1996/97 nur für U19-Mannschaften, seit 2001/02 für U20-Mannschaften.
Erst im letzten Jahrzehnt ließ das Interesse der Zuschauer und Spieler spürbar nach. Der Grund dafür ist unter anderem auch im häufig geänderten Spielmodus (Altersbegrenzung) und der Einstellung der Amateurnationalmannschaft im Jahre 1979 zu suchen. Auf Spielerseite wird er immer noch als interessante Bühne für die künftige Laufbahn betrachtet. Jürgen Bitter formuliert dies mit dem Satz, „er dient unter anderem der Sichtung von Talenten.“
Die verschiedenen Sichtungsturniere werden aktuell mit 21 Mannschaften und einer Gastmannschaft ausgetragen. Seit 2005 werden sie nach Schweizer System mit vier Runden in einer Liga ausgespielt.
Seit 1981 gibt es auch ein Turnier für U-21-Frauen-Auswahlmannschaften. Dieses wird in einer Gruppe ebenfalls nach vierrundigem Schweizer System ausgespielt. Auch hier ist eine Gastmannschaft beteiligt. So nahm 2006 die U-15-Nationalmannschaft teil.

## Bundespokal
In der Saison 1949/50 nahmen 22 Länder-Auswahlmannschaften (mit Ausnahme des Saarlandes) der künftigen zwei deutschen Fußball-Verbände am Pokalwettbewerb teil, bei dem auch die Vertragsspieler der Oberligen teilnahmeberechtigt waren. Die Auswahl des Südwestdeutschen Fußballverbandes trat mit drei späteren Weltmeistern an.

### Viertelfinale
| Datum      |               | Ergebnis |                 | Ort                     | Zuschauer |
| ---------- | ------------- | -------- | --------------- | ----------------------- | --------- |
| 13.11.1949 | Bayern        | 5:1      | Sachsen         | Nürnberg\|\| 35.000     |           |
| 13.11.1949 | Südwest       | 2:1      | Westfalen       | Ludwigshafen\|\| 45.000 |           |
| 13.11.1949 | Hamburg       | 2:1      | Nordwürttemberg | Hamburg\|\| 28.000      |           |
| 13.11.1949 | Niedersachsen | 7:0      | Südwürttemberg  | Osnabrück\|\| 12.000    |           |

Mit Sachsen, trainiert wurde die Mannschaft von Helmut Schön, schied der letzte Vertreter der kurz zuvor gegründeten DDR aus.
Im Achtelfinale am 18. September 1949 waren bereits Brandenburg mit 2:10 an Hamburg, Sachsen-Anhalt mit 1:7 an Nordwürttemberg und (Gesamt-)Berlin mit 0:3 Toren an Bayern gescheitert.

### Halbfinale
| Datum      |         | Ergebnis |               | Ort                     | Zuschauer |
| ---------- | ------- | -------- | ------------- | ----------------------- | --------- |
| 22.01.1950 | Bayern  | 6:2      | Niedersachsen | München\|\| 30.000      |           |
| 22.01.1950 | Südwest | 5:0      | Hamburg       | Ludwigshafen\|\| 60.000 |           |

Kader der Ausgeschiedenen
- Niedersachsen: Karl Grote – Rudolf Heger, Ernst Naab – Karl-Heinz Gehmlich, Willi Fricke, Hans Haferkamp – Gustav Wöhler, Fritz Apel, Adolf Vetter, Walter Schemel, Ernst-Otto Meyer (Halbfinale); außerdem eingesetzt u. a. Felix Gerritzen
- Hamburg: Rudolf Schönbeck – Hans Appel, Heinz Hempel – Harald Stender, Josef Posipal, Heinz Spundflasche – Peter Zimmermann, Edmund Adamkiewicz, Kurt Hinsch, Kurt Manja, Erich Ebeling (Halbfinale); außerdem eingesetzt: Hans-Jürgen Kowalkowski, Henry Peper (TW) sowie Karl-Heinz Liese,  Herbert Dannemann, Rolf Rohrberg, Alfred Beck

### Finale
| Datum      |        | Ergebnis |         | Ort                  | Zuschauer |
| ---------- | ------ | -------- | ------- | -------------------- | --------- |
| 19.03.1950 | Bayern | 2:0      | Südwest | Stuttgart\|\| 89.000 |           |

Kader der Finalmannschaften
- Bayern: Franz Süßmann – Georg Pledl, Ludwig Merz – Gunther Baumann, Jakob Streitle, Herbert Moll – Georg Platzer, Ludwig Schlumpp, Horst Schade, Max Appis, Hans Nöth (Endspielelf); außerdem eingesetzt u. a. Richard Gottinger, Franz Hammerl, Oskar Hilner, Otto Brenzke, Hans Hädelt, Hans Brück
- Südwest: Rudi Fischer – Werner Baßler, Werner Kohlmeyer – Fritz Gläser, Werner Liebrich, Georg Gawliczek – Erich Volz, Hermann Laag, Ottmar Walter, Karl Blankenberger, Helmut Müller (Endspielelf); außerdem eingesetzt u. a. Karl Adam (TW), Fritz Walter, Hans Vogt, Helmut Oster

## Amateur-Länderpokal (Männer)

### 1951 bis 1963
Finals
- 1951: Niederrhein – Berlin 5:4 n. V.
- 1952: Bayern – Niederrhein 4:0
- 1953: Bayern – Niedersachsen 5:2
- 1954: Bayern – Schleswig-Holstein 3:0
- 1955: Bayern – Westfalen 5:2
- 1956: Hessen – Niederrhein 3:1
- 1957: Niedersachsen – Westfalen 3:2
- 1958: Niederrhein – Niedersachsen 2:0
- 1959: Hamburg – Hessen 4:1
- 1960: Mittelrhein – Hessen 3:0
- 1961: Hamburg – Schleswig-Holstein 2:1
- 1962: Westfalen – Mittelrhein 2:1
- 1963: Bayern – Hessen 3:1

Siegermannschaften
Von 1951 bis 1963 – die Zeit der Oberligen als höchste Spielklasse – werden nachstehend die siegreichen Auswahlmannschaften der jeweiligen Landesverbände mit Angabe aller eingesetzten Spieler aufgeführt, darunter bekannte Namen von Spielern, die auch für die Amateur-Nationalmannschaft zum Einsatz kamen und in den Oberligen von sich reden machten.
- 1951 Niederrhein: Gärtner, Hoffmann, Hausmann, Auerhahn, Jäger, Reinmann, Klug, Mauritz, Küster, van Burgh, Laskavi
- 1952 Bayern: Loy, Kraft, Koch, Pohl, Meßmann, Wittig, Hinterstocker, Bäumler, Zeitler, Siemko, Kapp
- 1953 Bayern: Loy, Kraft, Koch, Wittig, Meßmann, Semmelmann, Hinterstocker, Bäumler, Zeitler, Baumgärtner, Rosa
- 1954 Bayern: Loy, Wittig, Neubig, Pohl, Meßmann, Semmelmann, Hofmeier, Bäumler, Zeitler, Baumgärtner, Rosa
- 1955 Bayern: Guhl, Kaniber, Landerer, Wirth, Meßmann, Semmelmann, Reitgaßl, Börstler, Zeitler, Riedel, Schneider
- 1956 Hessen: Otmar Groh, Schmidt, Volland, Kellner, Kronenberg, Höfer, Rahner, Kabatzki, Elze II, Hauner, Kalbfleisch
- 1957 Niedersachsen: Bolchert, Frohmüller, Reichert, Alscher, M. Hoffmann, Schröder, Winkler, Giesemann, Gollnow, W. Hoffmann, Pichotta
- 1958 Niederrhein: Sauer, Mauritz, Zimmermann, Besten, Kratki, Giegeling, Klocke, Bahrfeck, Matischak, Bedürftig, Drehmann
- 1959 Hamburg: Hillebrand, Kurbjuhn, Huberth, Winter, Sell, Witt, Paulsen, Bischoff, Wullenweber, Dörfel, Schütze
- 1960 Mittelrhein: Dresbach, D. Nasdalla, Toni Regh, Bisanz, Dossing, Kuhn, Thielen, Ripkens, Willi Bergstein, Glenski, Kremer
- 1961 Hamburg: Krakow, Schröder, Usko, Brauer, Rolf Winter, Lewandowski, Schmidt, Neudorf, Warszta, Bähre, Sonnemann
- 1962 Westfalen: Mühlmann, Ahmann, Michel, Germann, Voß, Geilfuß, Wosab, Netthövel, Kühn, Neuser, Kentschke
- 1963 Bayern: Maier, Kirchinger, Zimmermann, Pohl, Zott, Landerer, Partosch, Kreh, Zettelmaier, März, Willibald Mikulasch

Endspielberichte
- 1952: Das Spiel fand vor 18 000-Zuschauern in Wuppertal statt. Der Niederrhein trat als Titelverteidiger an und war seit zwei Jahren unbesiegt. Als Trainer agierten Alv Riemke für Bayern und Fritz Buchloh für den Niederrhein. Mit 0:0 wurden die Seiten gewechselt. In der 47. Minute brachte Mittelstürmer Zeitler (VfB Bayreuth) Bayern mit 1:0 in Führung. Das 2:0 durch Linksaußen Kapp vom 1. FC Nürnberg in der 67. Minute brachte die Entscheidung. Von jetzt ab wurde der Kampf zur ausgesprochenen Spielerei für die Bayern. Der Innensturm, den der kleine Ballartist Zeitler prachtvoll dirigierte, der aber auch prachtvoll von den hervorragend aufbauenden Verbindern Bäumler (SpVgg Weiden) und Siemko (ATS Kulmbach) ins Spiel gebracht wurde, spielte die grünweiße Abwehr des Niederrheins in den letzten zwanzig Minuten immer wieder aus. Hinterstocker (FC Traunstein) und Bäumler erzielten den dritten und vierten Treffer. Der Sieger hatte im Angriff alle Vorteile auf seiner Seite und mit Mittelläufer Meßmann (1. FC Amberg) den alles überragenden, jedes Kopfballduell gewinnenden Abwehrchef, in seinen Reihen. Beim Niederrhein konnte nur Rechtsaußen Mauritz (Fortuna Düsseldorf) überzeugen, wobei dagegen die beiden Außenläufer Neuschäfer (Turu Düsseldorf) und Rötger (RW Essen) nie zum Aufbau kamen.[7]

### 1964 bis 1986
Finals
- 1964: Mittelrhein – Südbaden 4:0
- 1965: Bayern – Westfalen 3:2
- 1966: Westfalen – Niedersachsen 1:0
- 1967: Nordbaden – Hessen 2:1
- 1968: Bayern – Hamburg 5:0
- 1969: Nordbaden – Hamburg 2:1
- 1970: Bayern – Nordbaden 2:1
- 1971: Bayern – Niederrhein 2:1 n. V.
- 1972: Nordbaden – Niedersachsen 2:1
- 1973: Nordbaden – Niederrhein 1:1 n. V. 1
- 1974: Mittelrhein – Westfalen 1:0
- 1975: Südwest – Nordbaden 0:0 n. V. (4:2 11m)
- 1976: Niedersachsen – Bayern 1:0
- 1977: Bayern – Südwest 4:2 n. V.
- 1978: Westfalen – Niedersachsen 1:0 / 1:0
- 1979: Württemberg – Berlin 2:1
- 1980: Bayern – Niederrhein 4:2
- 1981: Südwest – Hessen 1:1 n. V. (4:3 11m)
- 1982: Südwest – Niederrhein 3:1
- 1983: Hessen – Schleswig-Holstein 2:1 n. V.
- 1984: Bremen – Bayern 3:1
- 1985: Rheinland – Hamburg 1:1 n. V. (3:2 11m)
- 1986: Westfalen – Niederrhein 0:0 n. V. (4:2 11m)

Siegermannschaften
Ab Bundesliga-Start (und den der Regionalligen) 1963/64 sind hier die siegreichen Auswahlmannschaften (Nennung aller eingesetzten Spieler) der jeweiligen Landesverbände bis 1986 aufgeführt:
- 1964 Mittelrhein: Honnef, Schlebusch, Zimmermann, Apweiler, Lambertin, Bernardy, Eder, Knoch, Gerstner, Nacken, Ackermann
- 1965 Bayern: Netzel, Felbinger, Wittmann, Holzschuh, Parzl, Schwab, Kunstmann, Peter, Glinka, Faltermeier, Linz
- 1966 Westfalen: Schulte, Ahmann, Mietz, Wagner, Zorc, Stürz, Waldschmidt, Reismann, Erler, Jahnel, Bradatsch
- 1967 Nordbaden: Koch, Luft, Rückert, Rudi Dielmann, Kitter, Kunzmann, Schreiner, Rosner, Burkhäuser, Layh, Firnkes
- 1968 Bayern: Hofmann, Ziegelmeier, W. Müller, Kunstwadl, Lamprecht, Pohl, Ritschel, Peter, Mansfeld (Deuerling), Nüssing, Faltermeier
- 1969 Nordbaden: Tepe, Luft, Rückert, Kitter, Rosner, Dielmann, Fecht (Firnkes), Schneider, Ripp, Seifert, Spankowski
- 1970 Bayern: Adolf Ruff, Schuhmann (Fink), Willi Müller, Walter Müller Sohnle, Pohl, Karl Obermeier (Größler), Mischor, Helgert, Horn, Stegmayer
- 1971 Bayern: Ruff, Rauh, Sohnle, Fink, Schuhmann, Pohl, Horn, Gerling, Größler (Lindinger), Helgert, Linz (Jörg)
- 1972 Nordbaden: Kraus, Rohr, Volker Rohr, Luft, Poly, Layh, Sebert, Bartels, Spankowski, Günter Träutlein, Karl-Heinz Harm
- 1973 Nordbaden: Seitz, Ehmann, Rohr, Weidlandt, Halder, Achstätter, Fanz, Renaud (Last), Wink (Bertsch), Störzer, Träutlein
- 1974 Mittelrhein: Holubeck, Gelath, Vetter, Eickerling, Willi Rehbach, Schäfer, Büchel, Surbach, Kentschke (Del’Haye), Schumann, Thies
- 1975 Südwest: Kirsch, Hufsky, Brust, Hösl, Plivelitsch, Alber, Schäfer, Spiekermann, Zacher, Wilhelm, Hupp (Bütow)
- 1976 Niedersachsen: Stein, Eismann, Speh, Vogeler, Otte, Behrends, Rühmkorb, W. Krause, Mrosko, Wallek (U.  Krause), Dudda (Wegner)
- 1977 Bayern: Huber, Schenk, Seufert, Markert, Müller (Weißberger), Schrettenbrunner (Augenthaler), Metzger, Wohland, Thaumüller, Kirschner, Hampl
- 1978 Westfalen: Scholz, Steinhoff, Pietschock, Mathes, Andree, Sack, Eigenwillig, Kriegler, Peter, Lücke, Andexer (de Vries), Herget, Wischniewski
- 1979 Württemberg: Modick, Seiler, Löbl, Weiler, Huber, Piller, Obermüller, W. Haug, U. Haug, Weiß, Rahn (Mettang)
- 1980 Bayern: Meier, Pflügler, Bernhardt, Meßmann, Schweiger (Kindermann), Summerer, Hartmann (Müller), Bayer, Sixt, Ullmann, Dykta
- 1981 Südwest: Herrmann, Schlieck, Brehm, Karch (Neu), Wilhelmi, Wilhelm, Geiersbach, Gerber, Nebel, Iser, Behr (Graffert)
- 1982 Südwest: Herrmann, Gerber, Brehm, Hentrich, Geiersbach, Wilhelmi, Iser, Frowein (Balte), Wilhelm, Nebel, Behr
- 1983 Hessen: Kowarz, Mintgen, Grawunder, Gerber, Allig, Schmidt, Dickkopf, Peukert, Schäfer (Krämer), Ludewig, Wagner (Müller)
- 1984 Bremen: Busch, W. Zander, Groothuis, Lellek, Fehse, Gentzsch, Herrmann, Wohlers, Dressler, Vico, Ordenewitz
- 1985 Rheinland: Wahlen, Plath, Brinsa, Jochem, Schömann, Lüders, Fischer (Eimer), Toppmöller, Kartz, Leimig (Knechtges), Kohr
- 1986 Westfalen: Asche, Brinkmann, Reekers, Ptok, Winskowsky, Heinemann, Dölitzsch, Butz, Spölming, Pache (Knäbel), Winkel (Sagel)

### Ab 1987
Finals
- 1987: Niedersachsen – Berlin 3:1
- 1988: Württemberg – Niederrhein 2:0
- 1989: Bayern – Hessen 2:2 n. V. (4:2 11m)
- 1990: Bayern – Baden 3:0
- 1991: Niederrhein – Hessen 1:1 n. V. (4:3 11m)
- 1992: Hessen – Bremen 3:2
- 1993: Westfalen – Hessen 5:2
- 1994: Westfalen – Bayern 3:1 n. V.
- 1995: Niederrhein – Rheinland 1:0
- 1996: Baden – Mittelrhein 1:0
- 1997: Westfalen – Rheinland 4:1
- 1998: Westfalen – Mittelrhein 5:2
- 1999: Schleswig-Holstein – Niedersachsen 4:1
- 2000: Bayern – Westfalen 2:1
- 2001: Württemberg – Westfalen 3:0
- 2002: Mittelrhein – Westfalen 3:0
- 2003: Südwest – Niedersachsen 2:2 n. V. (4:2 11m)
- 2004: Mittelrhein – Bremen 1:0

Ab 2005 wurden die Sieger in einer Gruppe ausgespielt; hier die Erst- und  Zweitplatzierten:
- 2005: Sachsen /  Württemberg
- 2006: Niederrhein /  Mittelrhein
- 2007: Niederrhein /  Baden
- 2008: Südwest /  Berlin
- 2009: Württemberg /  Westfalen
- 2010: Mittelrhein /  Württemberg

## Rekordmeister
| Mannschaft         | Titel |
| ------------------ | ----- |
| Bayern             | 14    |
| Westfalen          | 8     |
| Mittelrhein        | 6     |
| Niederrhein        | 6     |
| Baden              | 5     |
| Südwest            | 5     |
| Württemberg        | 4     |
| Hessen             | 3     |
| Niedersachsen      | 3     |
| Hamburg            | 2     |
| Bremen             | 1     |
| Rheinland          | 1     |
| Sachsen            | 1     |
| Schleswig-Holstein | 1     |

## Amateur-Länderpokal (Frauen)
| Sieger Auswahlmannschaften | | |                                                                          |
| - 1981: Mittelrhein - 1982: Niederrhein - 1983: Bayern - 1984: Hessen - 1985: Niederrhein - 1986: Niederrhein - 1987: Niederrhein - 1988: Mittelrhein - 1989: Württemberg | - 1990: Hessen - 1991: Hessen - 1992: Hessen - 1993: Westfalen - 1994: Hessen - 1995: Hessen - 1996: Niederrhein - 1997: Hessen - 1998: Hessen - 1999: Hessen | - 2000: Hessen - 2001: Hessen - 2002: Bayern - 2003: Niederrhein - 2004: Niederrhein - 2005: Niederrhein - 2006: Niederrhein - 2007: Niederrhein - 2008: Württemberg - 2009: Niederrhein | - 2010: Brandenburg - 2011: Rheinland - 2012: Bayern - 2013: Brandenburg |

| Landesverband | Anzahl Titel |
| ------------- | ------------ |
| Hessen        | 000011       |
| Niederrhein   | 000011       |
| Bayern        | 000003       |
| Brandenburg   | 000002       |
| Mittelrhein   | 000002       |
| Württemberg   | 000002       |
| Rheinland     | 000001       |
| Westfalen     | 000001       |